# خورشیدگرفتگی ۲۹ ژوئن ۱۹۴۶
خورشیدگرفتگی ۲۹ ژوئن ۱۹۴۶ (به انگلیسی: Solar eclipse of June 29, 1946) یک خورشیدگرفتگی از نوع خورشیدگرفتگی جزئی است. این خورشیدگرفتگی در تاریخ ۲۹ ژوئن ۱۹۴۶ میلادی (‎۸ تیر ۱۳۲۵ خورشیدی) روی داد که زمان اوج آن، ساعت ۳:۵۱:۵۸ به‌وقت ساعت هماهنگ جهانی بوده‌است.